# Bayer-Studienstiftung
Die Bayer-Studienstiftung, ehemals als Fritz ter Meer-Stiftung nach einem verurteilten Kriegsverbrecher benannt, förderte begabte deutsche Studierende naturwissenschaftlicher, medizinischer, ingenieurwissenschaftlicher und informationstechnischer Fachrichtungen durch Stipendien. 
Neben fachlichen Leistungen wurde bei der Auswahl der Stipendiaten ein hoher Maßstab an die geistigen Fähigkeiten und menschlichen Eigenschaften der Bewerber angelegt. 
Mit der Umstrukturierung des Stipendienwesens der Bayer AG wurde diese Stiftung zum Oktober 2007 aufgelöst und in die Bayer Science & Education Foundation überführt.
Das heutige Bayer-Stipendium für die Fachrichtungen Chemie, Biologie, Pharmazie und Physik ist ein Teil des seit 2007 bestehenden Bayer Fellowship Programs.